# Sageraea laurina
Sageraea laurina är en kirimojaväxtart som beskrevs av Nicol Alexander Dalzell. Sageraea laurina ingår i släktet Sageraea och familjen kirimojaväxter. IUCN kategoriserar arten globalt som nära hotad. Inga underarter finns listade i Catalogue of Life.